# 歐龍
歐龍（O-Zone）是由Dan Bălan，Radu Sârbu和Arsenie Toderaş组成的乐队。成員来自摩尔多瓦，现在在罗马尼亚。他们主要演奏欧洲舞曲（eurodance），并以歌曲Dragostea Din Tei成名。这首歌曲在2003年在很多国家的排行榜荣获榜首，在英国排行第三。而其后续之作Despre Tine在欧洲也获得同样的成功。

## 唱片分类
- #1（2002年）
- DiscOzone（2003年）

Dragostea Din Tei其後曾錄成英語版，但在美國BillBoard的成績一般，最高只攀升至第72位

## 参見
- Numanuma-一个在网络上广泛流传的Flash动画，Dragostea Din Tei的MTV。